# Albrecht ze Šternberka na Litenčicích
Albrecht ze Šternberka na Litenčicích († 26. října 1554) byl český šlechtic, který pocházel z moravské větve rodu Šternberků.

## Život
Jeho otcem byl Jan starší ze Šternberka a Holešova. 
Albrecht se poprvé uvádí roku 1536, kdy zemřel jeho otec. On a jeho sestra Kateřina byli v té době ještě nezletilí a tak se jich jako poručník ujal jejich strýc Jan mladší ze Šternberka a Holešova. O jejich majetky se příliš nestaral a v roce 1539 se poručnictví ze zdravotních důvodů zřekl. Poručnictví tak spadlo do rukou moravských zemských hejtmanů, kteří též nezabránili ztrátám na majetku. 
Kvasice nakonec byly odprodány a za utržené peníze si Albrecht po dosažení plnoletosti koupil v roce 1554 tvrz a městečko Litenčice s pěti vesnicemi. Albrecht si však svého majetku neužil, protože 26. října téhož roku skonal. Jelikož nebyl ženatý a neměl žádné potomstvo, dědičkou jeho majetku se stala jeho sestra Kateřina.